# Сак Володимир Трохимович
Володи́мир Трохи́мович Сак (рос. Владимир Трофимович Сак; * 6 травня 1944, Чернявка, Житомирська область — † 26 листопада 2001, Винники, біля Львова) — радянський футболіст. Нападник, грав, зокрема за «Чорноморець» (Одеса).

## Кар'єра
Народився і виріс на Житомирщині. Футболом займався з дитинства. Згодом виступав за «Локомотив» (Станіслав), потрапив у збірну області. У 1961 році запрошений до збірної України, грав на Всесоюзному футбольному турнірі школярів у Баку. Там збірна УРСР виборола бронзові нагороди. Після повернення з турніру 17-річного гравця запрошено до команди класу «Б» «Спартак» (Станіслав), за яку виступав протягом 1961—1963 років.
Отримував запрошення до київського «Динамо», але через високу конкуренція в команді не відважився переходити туди, за що, через тиск керівництва «Динамо» на федерацію футболу, отримав дискваліфікацію до кінця сезону. Чемпіонат 1964 розпочав уже в барвах «Карпат» (Львів). Лік забитим м'ячам за львів'ян відкрив у грі проти запорізького «Металурга» у Львові, коли подавав кутовий і зумів так «закрутити» м'яча, що той опинився у воротах.
Також виступав за «Суднобудівник» (Миколаїв), «Кривбас» (Кривий Ріг), «Зірку» (Тирасполь), СКА (Одеса) та «Зірку» (Кіровоград).
Після завершення футбольної кар'єри два роки працював тренером команди міста Чорноморськ з Одещини, яка виступала у першості України серед колективів фізкультури. Останні роки жив у Винниках, що біля Львова. Син, також Володимир Сак (1980 р. н.) грав за команду «Друк» (Львів) у другій лізі чемпіонату України з футзалу.